# Ali Margarot
Pour les articles homonymes, voir Margarot.
Ali Margarot (1838-1885) est un banquier et homme politique français.

## Biographie
Fils de Jean Margarot, propriétaire, et d'Élisabeth Pauc, Étienne Jacques Auguste Élie Margarot naît le 21 juillet 1838 à Nîmes.
Il exerce la profession de banquier. Avec un revenu annuel de 100 000 francs, il est une des plus grandes fortunes nîmoises. Protestant, il est aussi franc-maçon : membre de la loge L'Écho du Grand Orient, il en est le vénérable de 1882 à sa mort.
En 1870, il est brièvement nommé conseiller de préfecture du Gard par le gouvernement de la Défense nationale.
Républicain radical, il remporte les élections municipales organisées en 1881 pour pallier la destitution d'Adolphe Blanchard. Il est nommé maire à leur issue.
Il engage la laïcisation des écoles primaires, ce qui suscite des tensions chez les catholiques. Il est également à l'initiative, peu après sa nomination, de l'installation du lycée de garçons dans l'ancien hospice ; les travaux se termineront en 1887. En 1882, il crée une nouvelle école publique, et institue des cours supérieurs pour les filles.
Durant son mandat, la tour Magne subit une réfection, et un certain nombre de vestiges archéologiques sont mis au jour à l'occasion des travaux qu'il a engagés. Il refuse en revanche la reconstruction du temple de Diane. Anticlérical virulent, il interdit les processions de la Fête-Dieu, et s'oppose aux courses de taureaux. Plus largement, il combat aussi bien les « traditions locales » que la « langue régionale ».
En 1884, il est réélu et renouvelé dans ses fonctions, et devient ainsi le premier maire élu par le conseil municipal. La même année, il déplace la gare.
Auteur de nombreuses spéculations pour maintenir à flot sa banque, qui menace la faillite, il est désespéré. Le 20 avril 1885, il se suicide d'un coup de revolver dans sa salle de bains, le même jour que l'incendie du théâtre de la Renaissance.
Le mont Margarot fut baptisé en son honneur.

## Décoration
- Chevalier de la Légion d'honneur (1881)[1]